# Elasmaria
Elasmaria ist eine Gruppe ornithopoder Dinosaurier, die aus Ablagerungen der Kreidezeit in Südamerika, Antarktika und Australien bekannt ist. Die Gruppe enthält viele zweibeinige Ornithopoden, die früher als Hypsilophodontidae galten.

## Merkmale
Calvo et al. (2007) kamen zu dem Schluss, dass Macrogryphosaurus und Talenkauen eine neue, monophyletische Gruppe bilden, die Elasmaria. Als Synapomorphien (gemeinsam abgeleitete Merkmale) dieser Gruppe werden die dünnen verknöcherten Platten sowie die gut entwickelten Epipophysen des dritten Halswirbels aufgeführt.